# Börringe
Börringe is een plaats in de gemeente Svedala in het Zweedse landschap Skåne en de provincie Skåne län. De plaats heeft 83 inwoners (2005) en een oppervlakte van 12 hectare.